# Готье, Лиза
Лиза Готье (известна также, как Лиза; фр. Lisa Gautier; род.26 августа 1997 года) — французская певица, танцор, актриса. Приходится племянницей Милен Фармер, дочь Мишеля Готье.

## Карьера
В 2004 году, изображала ребёнка в балетной постановке Le Songe de Médée в опере Гарнье по поставленной хореографии Анджелины Прелиокой. Спустя два года, приняла в съёмках фильма Месть бедняка, режиссёр фильма стал Лоран Бутонна. В 2008 году, записала сингл "Drôle de Creepie", песня послужила заставкой к анимационному сериалу Детство Криппи, текст был написан Милен Фармер на музыку Лорана Бутонна. В музыкальному видео, снятым Бенуа Ди Сабатино, Лиза одета как готическая Лолита. Песня достигла шестого места во французском Syndicat National de l’Édition Phonographique Singles Chart в сентябре 2008 года. Лиза также вдохновила Милен на книгу под названием "Лиза-Лу и Рассказчик", изданную в 2003 году.